# Veine émissaire
Les veines émissaires font partie d'un ensemble de veines anastomotiques qui relient les sinus veineux de la base du crâne au système veineux extra-crânien.

## Description
Les veines émissaires peuvent traverser directement les os du crâne auquel cas elle porte le nom de l'os traversé :
- veine émissaire occipitale,
- veine émissaire mastoïdienne,
- veine émissaire pariétale.

Soit elles passent par les canaux de la base du crâne souvent sous forme de plexus veineux :
- plexus veineux de la carotide interne,
- plexus veineux du foramen ovale,
- plexus veineux du canal du nerf hypoglosse,
- veines émissaires du foramen déchiré,
- veine émissaire du foramen veineux.

Les veines émissaires sont dépourvues de valves.

## Rôle
Dans les veines émissaires, l'absence de valves permet un flux sanguin bidirectionnel, ce qui joue un rôle important pour la régulation thermique du cerveau.
En général, le flux sanguin va de l'externe refroidi dans la zone superficielle du crâne vers l'interne pour refroidir la zone cérébrale, mais ce flux peut être altéré par une augmentation de la pression intracrânienne.

## Aspect clinique

### Veine émissaire du foramen veineux
La veine émissaire du foramen veineux du fait de ces rapports anatomiques est une voie de propagation infectieuse sensible.
Elle relie le plexus veineux ptérygoïdien au sinus caverneux.
Toute infection ou inflammation du sinus caverneux peut entrainer une thrombose du sinus caverneux et avoir des impacts importants sur les nerfs crâniens (III, IV, V1, V2 et surtout VI) qui passent dans ou le long du sinus. Une propagation supplémentaire de l'infection pouvant conduire à une méningite.
Une veine émissaire notable, la veine de Vésale, traverse le foramen émissaire sphénoïdal inférieur à l'arc zygomatique, reliant le plexus ptérygoïdien au Il s'agit d'une voie importante pour la propagation de l'infection car le nerf crânien VI et la carotide interne traversent le sinus caverneux, les nerfs crâniens III, IV, V1 et V2 passant le long de la paroi latérale du sinus. Une infection ou une inflammation ultérieure du sinus caverneux peut entraîner une thrombose septique du sinus caverneux, entraînant des dommages aux nerfs crâniens contenus à l'intérieur, ainsi qu'une propagation supplémentaire de l'infection conduisant à une méningite .

### Rupture d'une veine émissaire
Lors d'un accouchement par ventouse, il peut se produire une blessure rare mais grave par rupture d'une veine émissaire, ceci entraîne une hémorragie sous-galéale.